# 王乾
王乾（1466年—？），字一清，初号藏春，更号天峰，浙江杭州府仁和县人，民籍，明朝政治人物。

## 生平
成化十九年（1483年）癸卯科浙江鄉試第二十六名舉人。弘治十二年（1499年）中式己未科會試第五十五名，三甲第一百二十六名進士。官知縣。善于作畫，人皆寶之

## 家族
曾祖王公澤；祖王珣；父王锜。母婁氏，继母袁氏。具庆下。弟王坤。